# Flora Harlemica
De Flora Harlemica; of Naamlyst der Planten rondom Haarlem groejende, volgens het Zamenstel van Linnaeus is een in 1779 geschreven botanisch boekwerkje van de hand van Adriaan Loosjes PZ.
Het werd door J. Tydgaat te Haarlem in groot octavo uitgegeven en bevatte een lijst van kruiden die in de omgeving voorkwamen en mogelijk van belang voor apothekers waren.
De beschrijvingen zijn in het Latijn, maar het bevat Nederlandse benamingen en verwijzingen naar de vindplekken rond de stad. Het vermeldt bijvoorbeeld de Iris pseudacorus -in 1753 door Linnaeus benoemd- als Geel Lisch, Valsch Lisch, Pinxterbloemen, aan den Zeilweg met de beschrijving corollis imberbibus petalis interioribus stigmate minoribus foliis ensiformibus.

## Verwijzing
1. ↑  Haerlemse courante 30 Sept. 1779